# توراکا
توراکا (به ایتالیایی: Torraca) یک کومونه در ایتالیا است که در استان سالرنو واقع شده‌است. توراکا ۱۵ کیلومتر مربع مساحت و ۱٬۲۶۲ نفر جمعیت دارد و ۴۵۲ متر بالاتر از سطح دریا واقع شده‌است.